# Церковь во имя святого мученика Евгения на Алтае
Церковь во имя святого мученика Евгения на Алтае — деревянная церковь, построена на территории Погрануправления ФСБ РФ в селе Акташ в 2001 году. Церковь построена в память солдат Евгения Родионова, Андрея Трусова, Игоря Яковлева, Александра Железнова, попавших в плен в Чечне и убитых за отказ принять ислам

## История
Деревянная церковь построена в 2002 году на территории Погрануправления ФСБ РФ в поселке Акташ. Храм возведен в память солдат: Евгения Родионова, Андрея Трусова, Игоря Яковлева, Александра Железнова. В храме находится две чудотворные, мироточащие иконы Евгения Родионова. Храм приписан к Георгиевской церкви в поселке Акташ Улаганского района республики Алтай. На территории, где ранее находился погранотряд в поселке Акташ, в феврале 2014 года начато размещение республиканского психоневрологического интерната, ныне Свято-Евгеньевский храм находится на его территории. При храме действует Свято-Вознесенская поминальная часовня. Храм во имя св. мч. Евгения Мелитинского и в память рядового Евгения Родионова, Акташский пограничный отряд, с. Акташ был освящен в 2002 году. Этот храм стал первым в России полковым храмом в федеральной пограничной службе, был возведен трудами воинов-пограничников Акташского погранотряда в течение года. В историю полковой церкви войдут имена её строителей: подполковников А. В. Прокошина и О. М. Рожкова, казачьего войскового старшины Н. М. Сорокина, рядовых А. Сорокина, А. Охрименко и Д. Артамонова, старшего прапорщика Г. А. Кудрявцева.
На момент написания статьи попасть на территорию храма невозможно, так как он находится на территории психоневрологического пансионата.